# Elsie Suréna
Elsie Suréna (Puerto Príncipe, 9 de junio de 1956) es una escritora y artista visual haitiana que ha incursionado en poesía, literatura infantil y cuentos.

## Biografía
Nació en Puerto Príncipe y creció en el sur de Haití. Estudió artes visuales en la Ecole Nationale des Arts. Continuó sus estudios en la misma disciplina en la escuela del Museo de Arte de Boca Ratón y en el Armory Art Center en West Palm Beach, Florida. También estudió escritura creativa y educación en el Cambridge Center for Adult Education y también en el Boston Center for Adult Education. Vivió más de veinte años en Cap-Haïtien, en el norte de la isla, antes de regresar a la parte sur. Desde 2010, reside en Canadá.
Suréna se expresa a través de la poesía, incluyendo el haiku, la fotografía y el collage. Escribe en creol, francés, inglés y español. Sus textos ha aparecido en varias antologías y publicaciones, incluyendo Le Matin y Le Nouvelliste. Por otro lado, sus trabajos visuales se han incluido en exposiciones colectivas en Haití, Estados Unidos, Japón, República Dominicana y Canadá.
En 1999, ganó el concurso Les Belles Provinciales patrocinado por el Ministerio de Cultura y Cooperación de Francia. En 2009, recibió el Prix Belleville Galaxie en el V Concurso Internacional Marco Polo para Haïku. Tanto en 2009 como en 2014, recibió una Mención de Honor en el concurso Mainichi Daily News International Haiku de Osaka, Japón. En 2005, recibió el Premio del jurado por Stone Steps, exposición de fotografía en Delray Beach, Florida.

## Obras seleccionadas
- Mélodies pour Soirs de Fine Pluie, poesía (2002)
- Confidences des Nuits de la Treizième Lune, poesía (2003)
- Ann al jwe, literatura infantil (2007)
- Haïkus d’un soir, poesía (2009)
- Tardives et sauvages, poesía (2009)
- L’Arbre qui rêvait d’amour, literatura infantil (2009)
- Lanmou se flè sezon, poesía (2011)
- Retour à Camp-Perrin, cuentos cortos (2013)
- Le Temps d'un amour, poesía (2013)
- Dis aykou ak twa chante pou wou, poesía (2013)
- Tankou fèy bannann sèch, literatura infantil (2014)
- Reflets d'automne dans la Mattawishkwia, poesía (2017)